# ズーマ
ズーマ（Zuma）はフィリピンの漫画に登場するキャラクター。作者はジム・フェルナンデス。中米の蛇神ククルカンの息子とされ、ヴィランもしくはアンチヒーローに分類される。1974年の作品 Aztec で最初に登場し、1976年から1985年にかけて Aliwan Komiks 誌の連載 Anak ni Zuma で主役となった。同作は Aliwan 誌で最大のヒット作となり、複数のスピンオフ作品が描かれた。1990年代にはキャラクターがリブートされた。1985年公開の『ズーマ／恐怖のバチあたり』（原題: Zuma）や2013年のテレビドラマなど、映像作品への展開も行われている。

## 刊行史
1974年にフィリピン人のコミック作家ジム・フェルナンデスによって作り出され、コミック誌の連載 Aztec（→アステカ）で最初に登場した。2年後の1976年、フェルナンデスは作画家ベン・マニクランと組んでグラフィック・アーツ・サービス社 (GASI) の Aliwan Komiks 誌で Anak ni Zuma （→ズーマの子）の連載を始めた。同作は1985年まで継続し、Aliwan 誌最大のヒット作となった。
Anak ni Zuma のヒットを受けて、古代にさかのぼってズーマの物語を描く前日譚 Angkan ni Zuma（→ズーマの一族）が並行して連載された。フェルナンデスが原作を、マー・T・サンタナが作画を担当し、1978年から1983年にかけて描かれた。さらにスピンオフ Dugong Aztec （→アステカの血）がレックス・パブリケーションズの Rex Komiks 誌に1978年から1979年にかけて連載された。原作はフェルナンデスが、作画はエルマー・エスキバスが手掛けた。また未来におけるズーマの子孫が主人公のSFコミック Zuma-Maria （→ズーマ・マリア）も描かれた。
1990年代にはGASIから短期間刊行された Zuma Komiks 誌でキャラクターのリブートが行われた。同誌はホラー・コミックのアンソロジーで、Zuma and Other Amazing Stories や Zuma and Other Horror Stories のような別題がある。掲載作の作画は初期にはクレム・V・リベラが、後期にはビック・カタンJr.が担当していた。その後はズーマのコミックの人気は衰えた。 

## 作中の背景

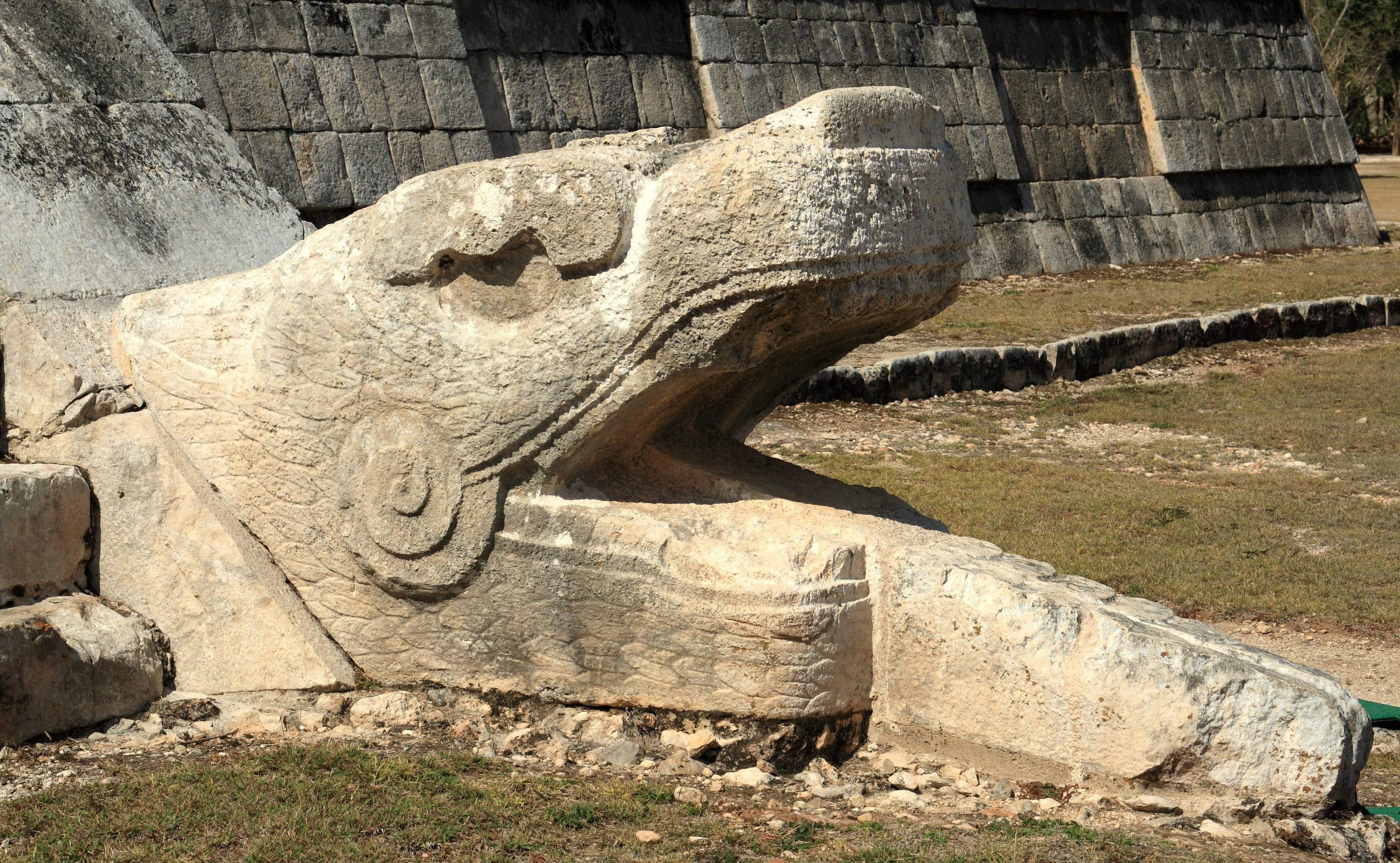
チチェン・イッツァ遺跡内のピラミッド、エルカスティーヨのそばにある蛇神ククルカンの石像。ククルカンは作中でズーマの父とされている。

コミックや映像作品で語られたところでは、ズーマはアステカの蛇神ククルカンの息子で半神にあたる。ズーマは古来から眠りについていたが、墳墓であるアステカのピラミッドが考古学調査隊に発掘されたことで目を覚ます。現代世界に復活したズーマは怒りのままに人間を殺戮する。特に標的にするのは処女の女性で、その心臓を抉り出して食べることで力を得る。
ズーマのもっとも目を引く身体的特徴はレイ（首飾り）のように首にかけられた双頭の蛇である。蛇の牙は力が強く、人の頭部を食いちぎることができる。ズーマは緑色の肌をしており、さらに髪の毛がない点で米国コミックのキャラクターであるマーシャン・マンハンターと似ている。顔のつくりは人間のものだが、容貌は悪魔のようである。
双頭の蛇を武器とする以外に、ズーマは弾丸を弾く超人的な耐久力や、蛇を操る能力を持っている。後年の作品では他者を治療する能力も見せる。弱点は自身の娘で宿敵でもあるガレマが持つ双頭蛇の毒である。ズーマは人間の女性を自身の伴侶としたが、生まれたガレマは別の養父母の下で善良な人間に育った。ズーマのもう一人の子ディーノは人間の体と恐竜の頭を持つ。ディーノははじめ父親に従っていたが、人間と恋に落ちたことで離反する。

## メディア展開

### 映画
ズーマが主役の映画が2作作られている。シネ・スエルテが製作した1985年の第1作 Zuma では、元ボディービルダーのマックス・ローレルがズーマを、スヌーキー・セルナがその娘ガレマを演じた。監督はジョン・ラクィザ。Jim Fernandez's Zuma という別題がある。同作は日本でも『ズーマ／恐怖のバチあたり』のタイトルでビデオ販売された。
1987年のシリーズ第2作 Anak ni Zuma は Zuma II: Hell Serpent とも呼ばれる。マックス・ローレルがズーマを再演し、ガレマには新しくジェニー・リンが起用された。製作は同じくシネ・スエルテ、監督はベン・ヤルンである。

### テレビ
2013年になってABS-CBNからテレビドラマ Galema: Anak ni Zuma（→ズーマの娘、ガレマ）が放映された。デリック・ハバルデがズーマを、アンディ・アイゲンマンがガレマを演じた。このドラマでは父ズーマから呪われた運命を受け継いだガレマにスポットが当てられた。

## 評価
フィリピン版『エスクァイア』は、1970-80年代B級ホラー映画のモンスターを紹介する2017年の記事で、フィリピンのポップカルチャーには忘れがたいアンチヒーローが何人も存在するが、ズーマは間違いなくその筆頭だと書いた。